# 維納布爾 (密蘇里州)
維納布爾（英語：Venable）是位於美國密蘇里州德克薩斯縣的非建制地區。

## 歷史
維納布爾的郵局於1891年設立，其後於1920年停運。

## 地理
維納布爾所處的海拔為高於海平面374米（即1227英呎），而該地所採用的時區為UTC-6，即北美中部時區（CST）。同時該地設有夏令時間，為UTC-6調快一小時，即UTC-5（CDT）。